# Киркланд, Гелси
Ге́лси Ки́ркланд (англ. Gelsey Kirkland; 29 декабря 1952, Бетлехем) — американская балерина.

## Биография
Родилась в семье драматурга, сценариста Джека Киркланда. Ещё в детстве по его инициативе обе дочери Гелси и Джоанна начали заниматься балетом. Хотя Гелси была менее ловкой, её настойчивости хватило, чтобы не отставать от сестры. В итоге обеих девушек приняли в Школу Американского балета, где Гелси быстро стала любимицей Баланчина.
Так, в 1968 году в возрасте пятнадцати лет, по приглашению самого Джорджа Баланчина она присоединилась к труппе Нью-Йоркского городского балета. Она была солисткой в 1969 году и примой — в 1972 году. Гелси Киркланд исполняла ведущие роли во многих больших балетах двадцатого века Баланчина, Джерома Роббинса, Энтони Тюдора, в том числе и возрожденной Баланчиным «Жар-птицы», в Гольдберг-вариациях в постановке Роббинса.
Когда к труппе Американского театра балета (AТБ) присоединился Михаил Барышников, он лично просил Киркланд стать его партнершей. Она дала согласие. Вместе Киркланд и Барышников танцевали в «Жизели», «Спящей красавице», «Ромео и Джульетте». Однако самой известной для широкой публики стал танец Клары в телевизионной постановке Барышникова балета «Щелкунчик» в 1977 году. В 1984 году Киркланд оставила труппу Американского театра балета.
На протяжении многих лет она вместе с мужем жила в Австралии. В 2006 году была удостоена премии Dance Magazine.
Сейчас Гелси Киркланд живёт в Нью-Йорке со своим вторым мужем, танцором, хореографом и педагогом, Михаилом Черновым, который также работал в Американском театре балета. Она преподает в бродвейской школе STEPS. Вместе с Черновым и художественным руководителем АТБ Кевином Маккензи поставила хореографию новой постановки «Спящей красавицы» Чайковского, в которой после более чем двадцати лет отсутствия на сцене исполнила партию Карабосы, злой феи.
В 2010 году Киркланд и Чернов основали Академию классического балета Гелси Киркланд (GKACB), где они оба работают как художественные руководители.

## Мемуары
В 1986 году Киркланд вместе со своим тогдашним мужем Грегом Лоуренсом опубликовала «Танцы на моей могиле», взрывные мемуары, хронику её роста от начинающей балерины, воспитанницы Джорджа Баланчина к одной из известнейших балерин своего поколения. В книге описаны впечатляющие подробности её борьбы с внутренними проблемами, анорексией, булимией, наркоманией, её поисков художественного совершенства и сложного романа с суперзвездой балета Михаилом Барышниковым и многими другими мужчинами, большинство из которых она встретила в мире балета.
Её вторая автобиография опубликована в 1990 году под названием «The Shape Of Love». Она охватывает период переезда в Англию, в труппу Королевского балета, её попыток начать новую жизнь со своим первым мужем и возвращение в Американский театр балета.
После 1993 года она и её муж в соавторстве написали ещё одну детскую книгу под названием «The Little Ballerina and Her Dancing Horse».